# Mijo Korade
Mijo Korade (Delkovec, 11. rujna 1947. – Zagreb, 1. studenoga 2020.) bio je hrvatski povjesničar i sveučilišni profesor.

## Životopis
Rođen je 11. rujna 1947. u Delkovcu, od oca Lacka i majke Ane rođ. Žvigač. Nakon završene gimnazije diplomirao je na Filozofsko-teološkom institutu Družbe Isusove u Zagrebu filozofiju (1971.) i teologiju (1975.).
U Osijeku je radio kao vjeroučitelj od 1975. do 1977. godine. Na Fakultetu crkvene povijesti Papinskoga sveučilišta Gregoriana u Rimu magistrirao je 1980. te doktorirao 1988. temom „La ‘Missione illirico-dalmata’ dei gesuiti (1852 – 1900) – Svolgimento, metodo e risultati”.
Predavao je povijest na gimnaziji Nadbiskupskoga dječačkoga sjemeništa u Zagrebu od 1980. do 1982. godine. Radio je i kao profesor crkvene povijesti na Filozofsko-teološkom institutu Družbe Isusove (1980.–1981. i 1988.–1991.).
U Povijesnom zavodu Družbe Isusove u Rimu bio je jedan od urednika enciklopedijskog djela Diccionario de Historia de la Compañia de Jésus, a bio je suosnivač te prvi pročelnik Hrvatskoga povijesnoga instituta u Beču.
Od 1996. godine bio je zaposlenik na Institutu za povijest, gdje je vodio razne projekte iz područja historiografije novoga vijeka; djelovao je i kao profesor na Fakultetu hrvatskih studija.
Senat Sveučilišta u Zagrebu mu je 2019. godine dodjelio naslova profesora emeritusa.
Umro je 1. studenoga 2020. u Zagrebu od jake upale pluća.